# フョードル・ユールチキン

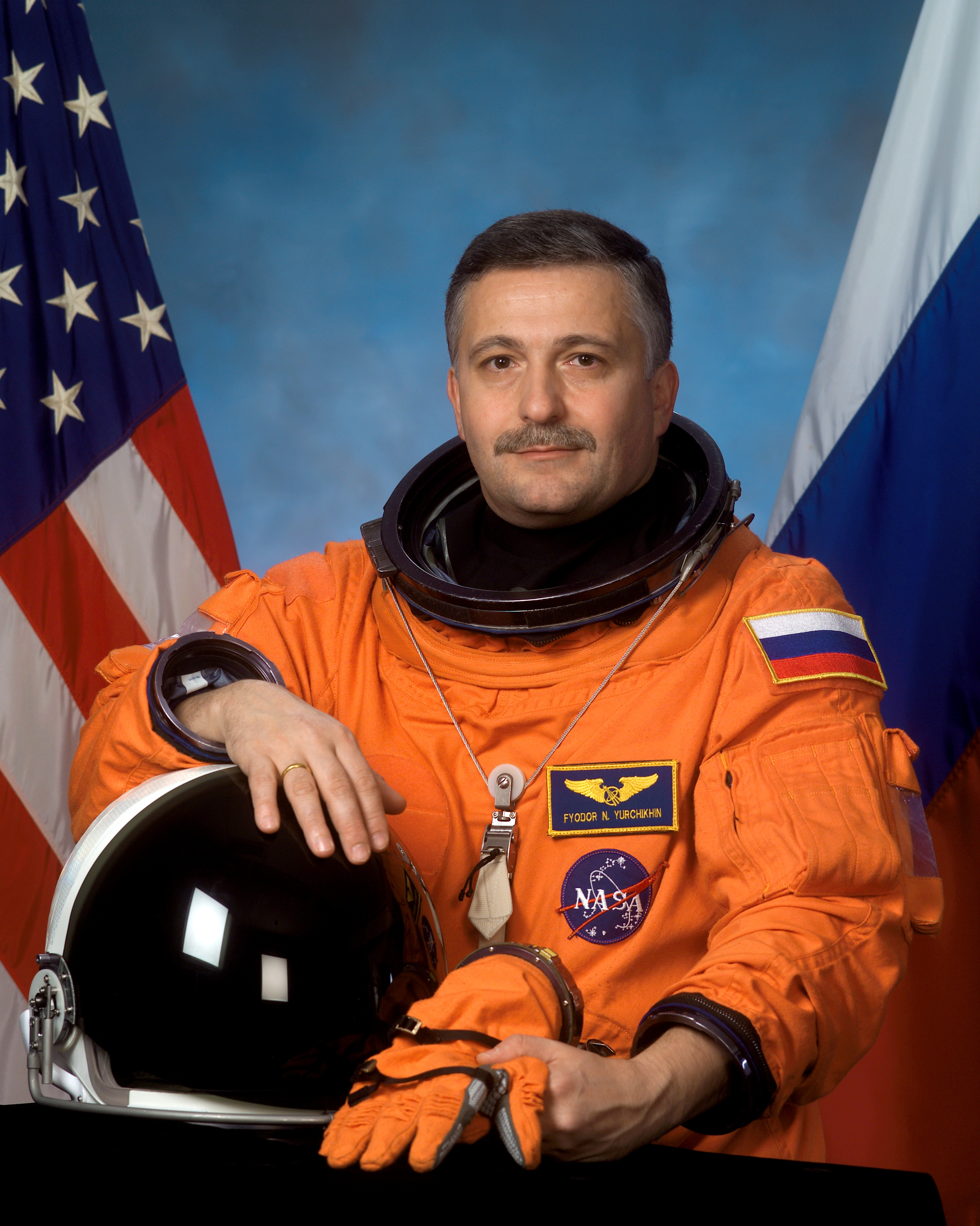
フョードル・ユールチキン

フョードル・ユールチキン（Fyodor Nikolayevich Yurchikhin、ロシア語：Фёдор Николаевич Юрчихин、1959年1月3日-）はロシアの宇宙飛行士で、S.P.コロリョフ ロケット&スペース コーポレーション エネルギアのテストパイロットである。STS-112、ソユーズTMA-10、第15次長期滞在などいくつかのミッションに参加して宇宙を訪れ、合計で207日以上を宇宙で過ごしている。ロシア連邦英雄を受章。

## 伝記
ユールチキンは、グルジア・ソビエト社会主義共和国のバトゥミで、ポントス人である両親NikolaiとMikrula Sofoklevnaの間に生まれた。ユールチキンは、シチョルコヴォ生まれのLarisa Anatolievnaと結婚し、2人の娘をもうけている。趣味は切手収集、スポーツなどである。また、歴史書やSF、古典を読むことも好む。

## 教育
1976年にバトゥミの高等学校を卒業すると、彼はモスクワ航空大学に入学した。1983年に大学を卒業し、2001年には経済学の博士号を取得した。

## 宇宙飛行
大学を卒業すると、ユールチキンは1983年9月から1997年8月までS.P.コロリョフ ロケット&スペース コーポレーション エネルギアで働いた。初めはRussian Mission Control Centerでエンジニアとして勤め、スペースシャトル-ミールプログラム等に携わった。
1997年8月、彼は宇宙飛行士の候補者として登録された。1998年1月から1999年11月にかけて、基礎訓練コースを完了し、1999年11月にテスト宇宙飛行士の資格を満たした。2000年1月、国際宇宙ステーションのテスト宇宙飛行士としての訓練を開始し、2002年10月、STS-112に搭乗し、10日と19時間58分間を宇宙で過ごした。
2007年、彼は第15次長期滞在のメンバーに選ばれ、4月7日にバイコヌール宇宙基地から、オレッグ・コトフと宇宙旅行客のチャールズ・シモニーとともにソユーズTMA-10で飛び立った。5月30日には、コトフとともに5時間25分に及ぶ宇宙遊泳を行った。